# 효장예황후
효장예황후 전씨(孝莊睿皇后 錢氏, 선덕 원년 6월 29일(1426년 8월 2일) ~ 성화 4년 6월 26일(1468년 7월 15일))는 정통제의 정실황후이다. 해주(海州) 출신이며 아버지는 도독(都督) 전귀(錢貴)이다.

## 생애
정통 7년(1442년) 황후 간택에서 태황태후 장씨의 점지로 황후로 책봉되었다. 그러나 정통 14년(1449년)에 토목의 변으로 인해 영종이 몽골의 포로로 잡혀있자, 신하들이 성왕(郕王) 주기옥(朱祁鈺)를 황제로 추대하여 정통제는 명목상 태상황(太上皇)으로 물러났다. 다시 탈문의 변이 일어나 정통제가 복위가 되자, 전씨는 황후로 복위되었다.
천순 8년 (1464년)에 천순제(정통제)가 죽자, 황후 전씨는 황태후에 봉해졌다. 4년 후인 성화 4년(1468년)에 붕어하였다.

## 존호, 시호, 능호
성화제가 즉위한 이후에는 자의황태후(慈懿皇太后)라는 존호를 받았다. 사후에는 효장헌목홍혜현인공천흠성예황후(孝莊獻穆弘惠顯仁恭天欽聖睿皇后)로 추시되었다. 능호는 유릉(裕陵)이다.